# Libera (projeto musical)
Libera é um grupo sem fins lucrativos de canto formado por meninos e dirigido por Robert Prizeman. Seu nome vem da sua reconhecida canção "Libera", na qual é baseada numa parte da música de Libera Me, de Requiem Mass. A maioria dos meninos em Libera vem do coro da paróquia de St. Philips, Norbury, no Sul de Londres. Os meninos fazem os álbuns, turnês e apresentações de TV cantando junto a eles um coral de homens e garotos de corais contratados. Quanto o exato número de alterações que ocorrem ano após ano, no dia 25 de janeiro de 2009, Libera tinha aproximadamente 40 garotos entre as idades de 7 e 10 anos, mas os mais velhos também podem participar se tiverem vozes apropriadas para o canto. Isto incluem aqueles meninos que não estão prontos para participar completamente nos álbuns e digressões, 19 meninos participaram na turnê estadunidense de 2008. 24 meninos cantaram para o álbum, New Dawn. Os meninos vieram de várias escolas, incluindo estaduais, e formações na área de Londres. Uma afiliação com a Igreja Anglicana não é necessário, isto porque o projeto recruta crianças de qualquer denominação religiosa, até aquelas que não possuem uma entidade assumida

### Páginas oficiais
- «Libera Página oficial de Libera» (em inglês)
- «LiberaOfficial». : MySpace Oficial (em inglês)
- «Site sobre o álbum Angel Voices» (em inglês)
- «New Dawn Minisite Site sobre o álbum New Dawn». (em inglês)

### Outras páginas
- «"Angel Voices na Web", cópia do antigo site oficial» (em inglês). [ligação inativa]
- «Página sobre Libera na ClassicalX». (em inglês)
- «Página da "EMI Classics" sobre Libera» (em inglês)
- «Fansite de Libera, com informações sobre CDs, álbuns e músicas». (em inglês)